# Le Grand Frisé
Le Grand Frisé est une chanson française éditée en 1930, composée par Léo Daniderff et Émile Ronn et interprétée par Damia.
Elle fut aussi interprétée par Barbara et Lucienne Delyle (liste non exhaustive).
En 2016, Julien Fanthou et Gérald Elliott la joue dans leur cabaret Le Goujon folichon au théâtre du Marais.